# Tecomella
Tecomella é um género botânico pertencente à família Bignoniaceae.

## Espécies
- Tecomella bulweri
- Tecomella undulata